# Macrolobium foldatsii
Macrolobium foldatsii är en ärtväxtart som beskrevs av John Macqueen Cowan. Macrolobium foldatsii ingår i släktet Macrolobium och familjen ärtväxter. Inga underarter finns listade i Catalogue of Life.